# Liste de personnalités nées dans le Trentin-Haut-Adige
 (février 2025).
Motif : Pas vraiment de valeur ajoutée par rapport à Catégorie:Naissance dans le Trentin-Haut-Adige (pas plus que pour Liste de personnalités nées en Toscane et Liste de personnalités nées dans la Vallée d'Aoste, d'ailleurs) - ces listes sont par ailleurs impossibles à garder à jour (pas d'évolution significative sur la dernière décennie). Elles induisent un biais de sélection (par les rédacteurs) des noms à faire figurer, vu l'absence de sources.
- Archive Wikiwix
- Bing
- Cairn
- DuckDuckGo
- E. Universalis
- Gallica
- Google
- G. Books
- G. News
- G. Scholar
- Persée
- Qwant
- (zh) Baidu
- (ru) Yandex
- (wd) trouver des œuvres sur Wikidata

| 1. | Préciser le motif de la pose du bandeau. | Précisez le motif de la pose du bandeau en utilisant la syntaxe suivante : {{admissibilité à vérifier\|date=mars 2025\|motif=remplacez ce texte par le motif}}                                                              |
| 2. | Informer les utilisateurs concernés.     | Pensez à avertir le créateur de l'article, par exemple, en insérant le code ci-dessous sur sa page de discussion : {{subst:avertissement admissibilité à vérifier\|Liste de personnalités nées dans le Trentin-Haut-Adige}} |

Cette liste de personnalités nées dans le Trentin-Haut-Adige recense les natifs et leurs dates et lieux de vie, la raison de leur notoriété (métier, titre, etc.).  Elle tente aussi de consolider les informations de diverses catégories (voire de les corriger en cas d'erreur ou de manques).

## Les personnalités
(Liste par ordre alphabétique)

### A
- Francesco Ambrosi (Borgo Valsugana, 1821 - Trente, 1897)
- Beniamino Andreatta (Trente, 1928 - Bologne, 2007), économiste et homme politique à Bologne
- Nicolas Avancini (Brez, 1611 - Rome, 1686), jésuite, dramaturge et poète baroque, professeur de théologie, de philosophie et de rhétorique

### B
- Antonella Bellutti (Bolzano, 1968 -...), coureuse cycliste sur piste, championne olympique de la poursuite aux Jeux d'Atlanta (1996) et de la course aux points aux Jeux de Sydney (2000) .
- Lorenzo Bernardi (Trente, 1968 -...), joueur de volley-ball, 306 sélections en équipe nationale d'Italie, élu « meilleur joueur du XXe siècle. »
- Alessandro Bertolini (Rovereto, 1971 -...), coureur cycliste
- Attilio Bettega (Molveno, 1953 - Zérubia, Corse, 1985), pilote de rallye
- Franco Bonisolli (Rovereto, 1938 - Vienne, 2003), chanteur lyrique (ténor), particulièrement associé aux rôles héroïques du répertoire italien.
- Giacomo Bresadola (Ortisé, 1847 - Trente, 1929), mycologue et botaniste

### C
- Giovanni Canestrini (Revò d'Anaunia 1835 - Padoue, 1900), naturaliste
- Maria Canins (La Villa di Val Badia 1949 - ...) coureuse cycliste, VTT, triathlon, ski nordique
- Stefano Casagranda (Borgo Valsugana, 1973 -…), coureur cycliste
- Giovanni Cobelli (Rovereto, 1849 - Rovereto, 1937), Entomologiste
- Ruggero Cobelli (Rovereto, 1838 - Rovereto, 1921), médecin et naturaliste
- Bernardo Clesio, dit aussi Bernardo II di Cles, en allemand Bernhard von Cles ou Bernhard von Glöss (Cles, 11 mars 1485 – Bressanone, 30 juillet 1539) organisateur du Concile de Trente

### D
- Alcide De Gasperi (Pieve Tesino, 1881 - Sella di Valsugana, 1954), homme politique, fondateur de la Démocratie chrétienne, Président du Conseil de 1945 à 1953
- Angelo Dibona (Cortina d'Ampezzo, 1879 - Cortina d'Ampezzo, 1956), alpiniste et guide de haute montagne
- Luis Durnwalder

### E
- Celestino Endrici (Don, 1866 – Trente, 1940), religieux catholique, évêque, puis archevêque de la ville de Trente

### F
- Francesco Angelo Facchini
- Peter Fill, champion de ski
- Gregorio Fontana (Villa di Nogaredo, 1735 - Milan, 1803), mathématicien
- Maurizio Fondriest, champion du monde cycliste

### G
- Matthias Gallas
- Thomas Grandi
- Wolfgang Gröbner (1899-1980), mathématicien dont le nom a été donné aux bases de Gröbner
- Domenico Guardi

### H
- Andreas Hofer (San Leonardo in Passiria, 1767 - Mantoue, 1810), patriote tyrolien, instigateur de la rébellion des montagnards tyroliens contre l'impérialisme bonapartiste

### I
- Christof Innerhofer, champion de ski

### K
- Denise Karbon, championne de ski
- Hans Kammerlander (Acereto, 1956 -...), alpiniste.
- Gerhard Kerschbaumer (champion de VTT)
- Karin Knapp
- Carolina Kostner
- Isolde Kostner

### L
- Eva Lechner vttiste / cx woman
- Gustavo Leonardi
- Chiara Lubich

### M
- Cristoforo Madruzzo (Calavino, 1512 - Tivoli, 1578), cardinal, prince-évêque de Bressanone en 1542
- Ludovico Madruzzo (Trente, 1532 - Rome, 1600), cardinal, prince-évêque de Trente en 1567
- Andrea Maffei (Molina di Ledro, 1798 - Milan, 1885), écrivain, poète et traducteur
- Milo Manara (Luson, 1945), auteur de bande dessinée
- Manfred Moelgg, champion de ski
- Manuela Moelgg, championne de ski
- Nanni Moretti, réalisateur, acteur
- Giorgio Moroder
- Reinhold Messner (Bressanone, 17 septembre 1944) alpiniste, explorateur et écrivain italien germanophone
- Francesco Moser (1951 Giovo-...) cycliste
- Giorgio Moser (1923 Trente-2004 Rome) réalisateur, scenariste
- Aldo Moser (1934 Giovo-2020 Trente) cycliste

### N
- Bruno Nöckler

### O
- Paolo Orlandoni
- Daniel Oss

### P
- Agostino Perini
- Ivo Pertile
- Thomas Prugger (San Candido, 1971), snowboardeur, champion du monde en slalom géant en 1997.
- Dominik Paris

### R
- Patrick Reiterer (Merano, 1990 -...), pilote automobile.

### S
- Ylenia Scapin
- Giovanni Antonio Scopoli
- Andreas Seppi
- Simon de Trente
- Andrea Stoppini (en)
- Jannik Sinner, joueur de tennis
- Günther Steiner

### T
- Gottlieb Taschler
- Renato Travaglia (Cavedine, 1965 -...), pilote de rallye
- Luis Trenker

### W
- Albert Walder
- Luigi Weiss
- Gerda Weissensteiner
- Dorothea Wierer
- Oswald von Wolkenstein (1376 ou 1377, probablement au château de Schöneck à Kiens – 2 août 1445 à Merano) poète, compositeur et diplomate

### Z
- Riccardo Zandonai (Sacco, 1883 - Pesaro, 1944), compositeur.
- Armin Zöggeler (Merano, 1974 -...), lugeur, champion olympiques en 2002 et 2006, six fois champion du monde.
- Renzo Zorzi (Ziano di Fiemme, 1946-...), pilote automobile